# كينيث دبليو. مورغان
كينيث دبليو. مورغان (بالإنجليزية: Kenneth W. Morgan)‏ هو باحث في الأديان أمريكي، ولد في 15 أكتوبر 1908 في غريت فولز في الولايات المتحدة، وتوفي في 23 ديسمبر 2011.